# Фотон
Фотон (от гръцки: φωτός – светлина) е елементарна частица, един от калибровъчните бозони, който е преносител на квант енергия на електромагнитното излъчване. Отличава се от другите елементарни частици по това, че има нулева маса в покой, което означава, че във вакуум се движи със скоростта на светлината. Като всички кванти, фотонът притежава двойствена природа – свойствата на частица и вълна едновременно. Това явление се нарича корпускулярно-вълнов дуализъм. Вълновите свойства на фотона се проявяват чрез рефракция от леща и деструктивна интерференция.
Освен енергия фотонът има импулс и поляризация. Той следва законите на квантовата механика, което значи, че тези характеристики нямат ясно определени стойности за даден фотон. По-скоро те се определят от вероятността да бъде измерена известна поляризация, позиция или импулс. Например, въпреки че фотон може да възбуди дадена молекула, често е трудно да се определи предварително коя точно.
Гореспоменатото определение на фотона като носител на електромагнитното излъчване често се употребява от физиците. Обаче в теоретичната физика той често се смята за преносител на всякакви електромагнитни взаимодействия, включително магнитни полета и електростатично отблъскване на едноименни заряди.
Идеята за фотоните намира приложение в много области като например във фотохимията и при микроскопи с висока разделителна способност.

## История

### Теоретично предсказване
Идеята за квантовия характер на излъчването и поглъщането на електромагнитна енергия е въведена за първи път от Планк в 1900 година за обяснение на топлинното излъчване на абсолютно черно тяло. Името фотон дава американският физико-химик Гилберт Нютон Люис през 1926 година. Съвременната теория за фотона е разработена от Алберт Айнщайн в периода 1905 – 1917 като опит да се обяснят различни експерименти, един от които е фотоелектричният ефект.
Концепцията за фотона допринася за много нови теории и открития (лазера, кондензацията на Бозе-Айнщайн, квантовата теория на полето), както и практически приложения във фотохимията и компютърната томография.
Съгласно стандартния модел във физиката на елементарните частици, фотоните са отговорни за съществуването на всички електрични и магнитни полета като следствие от симетрията на физичните закони по отношение на временните и пространствените координати.

### Експериментално доказателство
През 1922 г. Артър Комптън наблюдава, описва и теоретически обосновава ефекта (по-късно наречен ефект на Комптън) на изменение на дължината на вълната на рентгеновите лъчи, вследствие разсейване от свободни електрони. С това експериментално е доказано съществуването на фотона. Впоследствие Боте и Гайгер провеждат опит, който се оказва доказателство на откритието на Комптън. Опитът се състои в това, че на всеки избит фотоелектрон (тоест слабо свързан електрон, избит от фотон, обикновено от някоя от горните Борови орбити) трябва да съответства разсеян фотон, чиято дължина на вълната е различна от първоначалната. Тази дължина на вълната е свързана с Комптъновата, а ъгълът, който траекторията на фотона сключва с избития електрон, е определен от формула, която Комптън извежда теоретично. Опитната постановка се състои в това, че регистрирайки избит фотоелектрон, ние трябва да сме предвидили според горе дадената зависимост на Комптън къде (под какъв ъгъл) и с каква честота (дължина на вълната) трябва да регистрираме еластично разсеян фотон. Опитът, който е проведен отлично, отговаря на зависимостта дадена от Комптън, като в 99% на всеки регистриран фотоелектрон съответства очакваният фотон. Опитът е известен като опит на Боте-Гайгер (1925). За това си откритие Комптън получава Нобелова награда.

## Характеристики

### Енергия
Енергията на фотона е неговата главна характеристика. Във вакуум той се движи със скоростта на светлината и енергията му е {\displaystyle E\!}, а импулсът му е {\displaystyle p\!}. Те зависят от неговата честота {\displaystyle \nu \!} или съответно дължина на вълната {\displaystyle \lambda \!}.
{\displaystyle E=\hbar \omega =h\nu ={\frac {hc}{\lambda }}}
където h е константата на Планк, c е скоростта на светлината във вакуум и {\displaystyle \lambda } е дължината на вълната му. Той се различава от класическата вълна, която може да приема или отдава произволни количества енергия. За видимата светлина енергията, която пренася един фотон, е равна на:
{\displaystyle E={\frac {hc}{\lambda }}={\frac {(6,626\cdot 10^{-34}J\cdot s)(2,998\cdot 10^{8}m/s)}{555nm}}\approx 2,22eV} (електронволта)
където 555 nm е дължината на вълната, към която човешкото око е най-чувствително (зелената светлина).
{\displaystyle p=\hbar k={\frac {h}{\lambda }}={\frac {h\nu }{c}}}
където {\displaystyle \hbar =h/2\pi \!} е константата на Дирак или редуцираната константа на Планк.

### Маса
Масата на фотона в покой е равна на нула. На практика обаче не съществуват фотони в покой, тъй като това би означавало, че се намират в безкрайно плътна среда (с безкраен показател на пречупване).

### Скорост
Скоростта, с която се движат всички фотони, не зависи от тяхната енергия, а от средата в която се движат. Във вакуум тя е равна на с (виж скорост на светлината). В среда с показател на пречупване n скоростта на фотоните е c/n.

### Интензитет
Интензитетът на електромагнитната вълна зависи от броя на нейните фотони, които преминават за единица време през единица площ от равнина, перпендикулярна на посоката на разпространение на фотоните (при кохерентни плоски вълни) или от повърхността на сфера с център излъчващото тяло (при радиално излъчване).

### Символично представяне
Можем да мислим за фотоните като за „кутийки“, които се движат по определена траектория, или „по релси“. Товарът, с който са пълни, е енергията, която пренасят, като тя може да се товари и разтоварва. Скоростта не зависи от съдържанието им, а от „триенето по релсите“.